# Kim Possible: Tidsapan
Kim Possible: Tidsapan (engelska: Kim Possible: A Sitch In Time) är en amerikansk långfilm producerad 2003 för TV i regi av Steve Loter, med Christy Carlson Romano, Will Friedle, Nancy Cartwright och Tahj Mowry som röster. Filmen är den första som baserar sig på Disneys TV-serie Kim Possible och har fått en uppföljare, Kim Possible: Drypande Dramatiskt.

## Handling
Ett nytt skolår på Middleton High börjar för Kim och hennes bästa vän Ron. De har en massa planer för vad som ska hända under året. Men deras planer går i kras när Ron hastigt och olustigt ska flytta till Norge. Trots att det kommer att bli svårare för Kim att rädda världen lovar Ron att hjälpa henne så gott han kan. Under tiden har Dr. Drakken, Shego, Monkey Fist och Duff Killigan slagit sig ihop för att försöka få tag i Tidsapan, en magisk staty med en kraft som gör att man kan resa i tiden. Snart måste både Kim och Ron följa efter dem så att allt blir som vanligt igen.

## Medverkande (Röster)
| Rollfigur                  | Originalröst           | Svensk originalröst |
| -------------------------- | ---------------------- | ------------------- |
| Kim Possible               | Christy Carlson Romano | Frida Nilsson       |
| Ron Stoppable              | Will Friedle           | Gabriel Odenhammar  |
| Rufus                      | Nancy Cartwright       | Sofia Caiman        |
| Wade                       | Tahj Mowry             | Anton Mencin        |
| Shego                      | Nicole Sullivan        | Anna Norberg        |
| Dr. Drakken                | John DiMaggio          | Johan Hedenberg     |
| Monkey Fist                | Tom Kane               | Jan Modin           |
| Duff Killigan              | Brian George           | Claes Ljungmark     |
| Rufus 3000                 | Michael Dorn           | Fredrik Hiller      |
| Dr. James Timothy Possible | Gary Cole              | Niclas Ekholm       |
| Dr. Ann Possible           | Jean Smart             | Cecilia Lundh       |
| Jim och Tim Possible       | Shaun Fleming          | Anton Nyman         |
| Monique                    | Raven-Symoné           | Cecilia Milocco     |
| Framtida Monique           | Vivica A. Fox          | Malin Berg          |
| Bonnie Rockwaller          | Kirsten Storms         | Cecilia Milocco     |